# Nopalea dejecta
Nopalea dejecta là một loài thực vật có hoa trong họ Cactaceae. Loài này được (Salm-Dyck) Salm-Dyck mô tả khoa học đầu tiên năm 1850.